# Nowy Dworek (województwo lubuskie)
Nowy Dworek (pol. hist. "Nowy Dwór", niem. Neuhöfchen ) – wieś w Polsce położona nad rzeką Paklicą w województwie lubuskim, w powiecie świebodzińskim, w gminie Świebodzin. Od zachodu do wsi przylega niewielkie jezioro Tymień.
W latach 1975–1998 miejscowość położona była w województwie zielonogórskim.
Z Nowego Dworku pochodzi zespół alternatywny "Kombajn do Zbierania Kur po Wioskach".

## Historia
Miejscowość pierwotnie związana była z Wielkopolską i istnieje od XVI wieku. Wymieniona po raz pierwszy w 1553 jako "Nowydwor" kiedy zanotowano  pobór od miejscowej karczmy .
Początkowo wieś powstała jako nowy folwark pobliskiego opactwa cystersów z Paradyża. Rozwój osadnictwa na ziemiach podległych cystersom gwarantował im wzrost dochodów oraz lepsze wykorzystanie gruntów. 
Przynależność terytorialna miejscowości jest dyskusyjna i była kwestią sporną. W XVII-XVIII Nowy Dworek wymieniany był w granicach Dolnego Śląska, który znajdował się wówczas w granicach Monarchii Habsburgów. Wymienieniony został w rejestrze poborowym z 1553 (w innych rejestrach Nowy Dwór pominięto) .
Wzmianki dotyczące Nowego Dworku z 1670 roku dotyczą inwentaryzacji dóbr klasztornych przedstawionych przez opata Jana Kazimierza Szczukę dla cesarza austriackiego. Nowy Dworek około 1790 roku zamieszkiwało 99 mieszkańców, głównie słabo uposażonych zagrodników i chałupników. Podstawą ówczesej gospodarki wsi była hodowla owiec, których wełna znajdowała duży popyt w pobliskim Świebodzinie. Po odebraniu w 1810 roku Nowego Dworku zakonnikom, jego dobra zostały zlicytowane za 5500 talarów dla Carla Hoffartha. Własność prywatna pozytywnie wpłynęła na rozwój wsi i ta w 1885 roku liczyła już 363 osoby. Po 1945 roku ziemie dawnego dworu zostały rozparcelowane dla rolników indywidualnych. We wsi od 1 września 1986 roku funkcjonuje Ośrodek dla Osób Uzależnionych.

## Zabytki
Do wojewódzkiego rejestru zabytków wpisane są:
- obiekty Międzyrzeckiego Rejonu Umocnionego z lat 1934-45, dec. → Międzyrzecz, Centralny Odcinek MRU: 
  - schron bojowy PzW nr 708.